# اورتنبرگ (بادن-وورتمبرگ)
اورتنبرگ (به آلمانی: Ortenberg) یک شهر در آلمان است که در ارتناوکرایس واقع شده‌است.